# Теорема Какутани о неподвижной точке
Теорема Какутани о неподвижной точке — обобщение теоремы Брауэра о неподвижной точке на многозначные функции.

## Формулировка
Пусть {\displaystyle S} — непустое компактное выпуклое подмножество евклидова пространства.
Пусть {\displaystyle \phi \colon S\to 2^{S}} — многозначная функция на {\displaystyle S}, такая, что множество {\displaystyle \phi (x)\subset S} непусто и выпукло для всех {\displaystyle x\in S}, и имеет замкнутый график, то есть множество
{\displaystyle \{\,(x,y)\in S\times S\mid \,y\in \phi (x)\}}
замкнуто в топологии прямого произведения {\displaystyle S\times S}.
Тогда {\displaystyle \phi (x)} имеет неподвижную точку, то есть существует точка {\displaystyle x\in S} такая, что {\displaystyle x\in \phi (x)}.

### Замечание
Из следующего примера видно, что требование выпуклости множеств {\displaystyle \phi (x)} существенно.
Зафиксируем достаточно маленькое положительное число {\displaystyle \varepsilon } и рассмотрим функцию
{\displaystyle \varphi (x)=\{\,y\in [0,1]\mid |x-y|\geq \varepsilon \,\},}
определенную на отрезке {\displaystyle [0,1]}. 
Заметим, что множество {\displaystyle \phi ({\tfrac {1}{2}})} не выпукло и эта функция не имеет неподвижной точки, хотя удовлетворяет всем остальным требованиям теоремы.

## О доказательствах
- Теорему Какутани можно свести к теореме Брауэра аппроксимацией.

- Теорему Какутани можно вывести из леммы Шпернера аналогично теореме Брауэра.

## История
Теорема доказана Сидзуо Какутани в 1941 году, 
чтобы доказать теорему о минимаксе в антагонистической игре.
Она была использована Джоном Нэшем при доказательстве существования равновесия Нэша в знаменитой двухстраничной статье, которая принесла ему Нобелевскую премию по экономике.